# Millencourt-en-Ponthieu

Millencourt-en-Ponthieu este o comună în departamentul Somme, Franța. În 1 ianuarie 2022 avea o populație de 343 de locuitori.